# 和平村舊址
和平村舊址，是一座位於贵州省黔东南州鎮遠縣的全國重點文物保護單位。舊址分為前後院，佔地逾6,000平方米，曾經是清朝晚期的衙門、以及中華民國成立初年的監獄，其後改為戰俘收容所，用作收容侵華日軍戰俘。收容所共收押過逾600名日軍戰俘，一方面對他們施行思想轉化，同時堅持善待俘虜；因此，不少俘虜的思想轉為反對戰爭，部分人從事反戰工作，瓦解侵華日軍的士氣。最終，收容所在1944年遷至重慶，並在1946年被撤銷。和平村舊址是中國大陸唯一一座保存完好的日軍戰俘收容所，在2006年被列入全國重點文物保護單位。

## 歷史

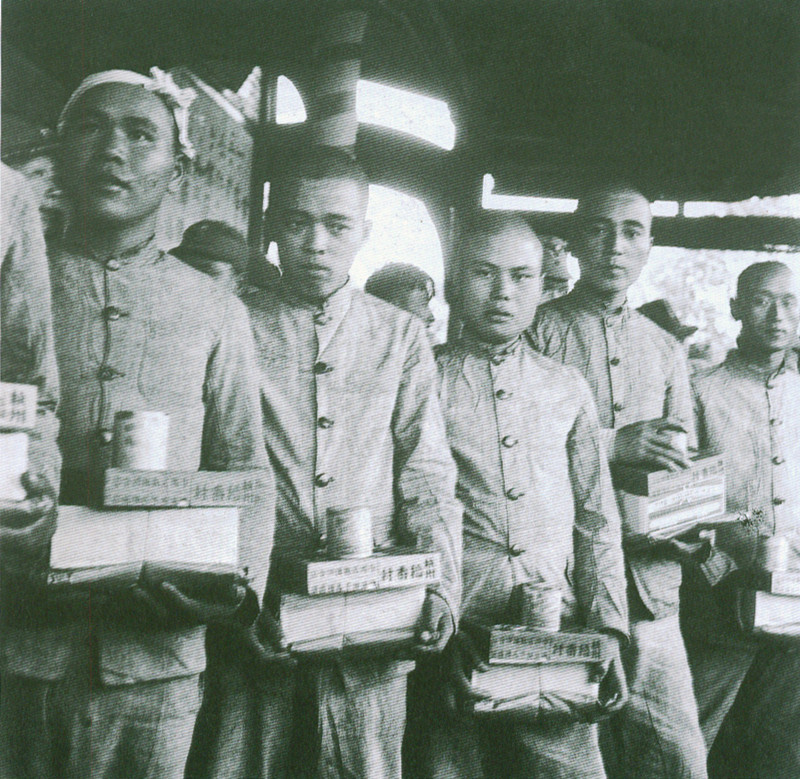
戰俘獲發日用品

和平村舊址本來是清朝晚期镇远总兵署的中衡衙门，在中華民国成立初年改建为贵州省第二模范监狱。中國抗日战争在1937年爆发後，湖南常德成立了一座俘虏收容所，收容长江以南俘獲的侵華日軍戰俘；其後，收容所在同年迁至贵州省第二模范监狱。
收容所堅持善待俘虜，容許關押在內的日軍戰俘讀書、看報，並設法改善他們的伙食。根據戰後在和平村舊址設立的博物館，有紅十字國際委員會人員稱讚這收容所是他看過最有秩序的俘虜收容所；另一名國際紅十字會人員形容，戰俘們伙食足夠，可以運動和散步，心情愉快。一名在戰時曾經到訪收容所的老人憶述，战俘每天定时用餐三次，可以在收容所打棒球；部分战俘會集体出行，平常不會与民眾交流，但是在星期五則會出售自己製作的工艺品，並獲得全數盈利。收容所亦會對俘虜施行學校教育模式的思想轉化。
由於收容所的戰俘受到所方優待，不少人的思想轉為反對戰爭，但仍有戰俘反抗。1941年，日本共产党成員、反战作家鹿地亘伉儷在周恩来、郭沫若等人的推动下组织收容所內的部分日军俘虏成立「在华日本人民反战革命同盟和平村训练班」（後來改稱為「在华日本人民反战革命同盟和平村工作队」），其中「和平村」一名由鹿地亘提出，成員最多的時候有137人。他們編寫反戰宣傳品、在前線喊話反對戰爭、演出宣傳反戰的話劇，瓦解侵華日軍的士气，並提供個人資料以供情報之用，有三名戰俘向日軍喊話時遇難。另一邊廂，大部分「在华日本人民反战革命同盟会西南支部」成員因被指亲共而被国民政府關押於和平村，但他們在此得到鹿地亘及中國共產黨党员的指导，學習马克思列宁主义和毛澤東思想的著作，並參與反战工作。
1942年，赴中國大陸參與抗戰的台灣人康大川來到和平村，推動對日軍戰俘的思想改造，組織「反戰盟員訓練」；他又改善和平村營養和醫療衛生欠佳的情況，組織戰俘打井取水、採摘野果野菜，又修建一座可供日本俘虜泡澡的浴室。
收容所先後收押過逾600名日軍战俘。1944年，隨着侵華日軍攻入贵州獨山，中華民國軍政部把俘虜收容所遷至重慶；1946年，收容所被撤銷，全數在華日軍戰俘遭到遣返。同時，137名「在华日本人民反战革命同盟」成員則以「長谷川特種部隊」的名義回國，他們當中的大多數人在第二次世界大戰完結後推動成立中日友好組織，並分別在1982年、1985年及1987年三度造訪和平村舊址。

## 結構
和平村舊址位於貴州镇远和平街南端、西門街附近，佔地逾6,000平方米，正門面向街道。舊址分為前後院，圍牆以黃泥砌成。前院的樓下大廳關押遵守規則、不滋事的戰俘，樓上的办公楼设有办公室、职员室、研究班、新生班等；後院则有医务室、食堂、厨房、病房、防空洞等設施，當中防空洞用作扣押反抗的俘虜。

## 保護
和平村是中國大陸唯一一座保存完好的日军战俘收容所。1980年代初，當地政府與部分「在華日本人民反戰革命同盟」前成員合作修繕和平村舊址，按原貌修復大禮堂等建筑物，並進行佈置、陳列。舊址設立了陳列室，有講解員負責接待訪客。和平村旧址在2006年被列入全国重点文物保护单位，2009年12月開始對全國免费开放参观，並在2010年3月成為贵州爱国主义教育基地之一；根據2015年9月的數據，旧址每天平均接待500多人次的游客，他們來自加拿大、日本、美国、英国等地。

## 文化影響
电视剧《和平村》由杭州好消息文化传播有限公司和贵州省电视剧制作中心聯合製作，講述抗戰時在和平村裡發生的故事，演员包括尤勇、王奎荣、韩童生、白庆琳等；拍攝工作在2010年進行，劇組在浙江省修建了一座比照和平村舊址而建的实景。

## 參註